# Óscar Nadín Díaz
Óscar Nadín Díaz (Luque, Paraguay, 29 de enero de 1984) es un futbolista paraguayo. Juega de defensa y su equipo actual es Universitario de Pando de la Primera División de Bolivia.

## Trayectoria
En el año 2011 desciende con el 3 de Febrero.
A mediados del 2012 llega a jugar por el Inti gas de Ayacucho Consiguiendo un cupo para la Copa Sudamericana 2013.
En 2014 desciende con el San Simón el torneo peruano, en el 2015 hace lo mismo con Universitario de Pando.

## Clubes
| Club                   | País     | Año       |
| ---------------------- | -------- | --------- |
| 12 de Octubre          | Paraguay | 2002-2003 |
| FC Saturn              | Rusia    | 2004      |
| Rubín Kazán            | Rusia    | 2005      |
| Sportivo Trinidense    | Paraguay | 2006-2007 |
| Cerro Porteño          | Paraguay | 2007      |
| Presidente Hayes       | Paraguay | 2008      |
| 12 de Octubre          | Paraguay | 2009      |
| Deportes La Serena     | Chile    | 2009      |
| América de Cali        | Colombia | 2010      |
| Deportivo Pereira      | Colombia | 2010      |
| 3 de Febrero           | Paraguay | 2011      |
| Independiente FBC      | Paraguay | 2012      |
| Inti Gas               | Perú     | 2012      |
| FK Karpaty Lviv        | Ucrania  | 2013      |
| San Simón              | Perú     | 2014      |
| Universitario de Pando | Bolivia  | 2015 -    |